# Obsjtina Bozjurisjte
Obsjtina Bozjurisjte (bulgariska: Община Божурище) är en kommun i Bulgarien.   Den ligger i regionen Sofijska oblast, i den västra delen av landet, 19 km nordväst om huvudstaden Sofia.
Obsjtina Bozjurisjte delas in i:
- Gurmazovo
- Prolesja
- Cherakovo
- Chrabărsko

Följande samhällen finns i Obsjtina Bozjurisjte:
- Bozjurisjte

Trakten runt Obsjtina Bozjurisjte består till största delen av jordbruksmark. Runt Obsjtina Bozjurisjte är det tätbefolkat, med 550 invånare per kvadratkilometer.